# Koreai sámánizmus

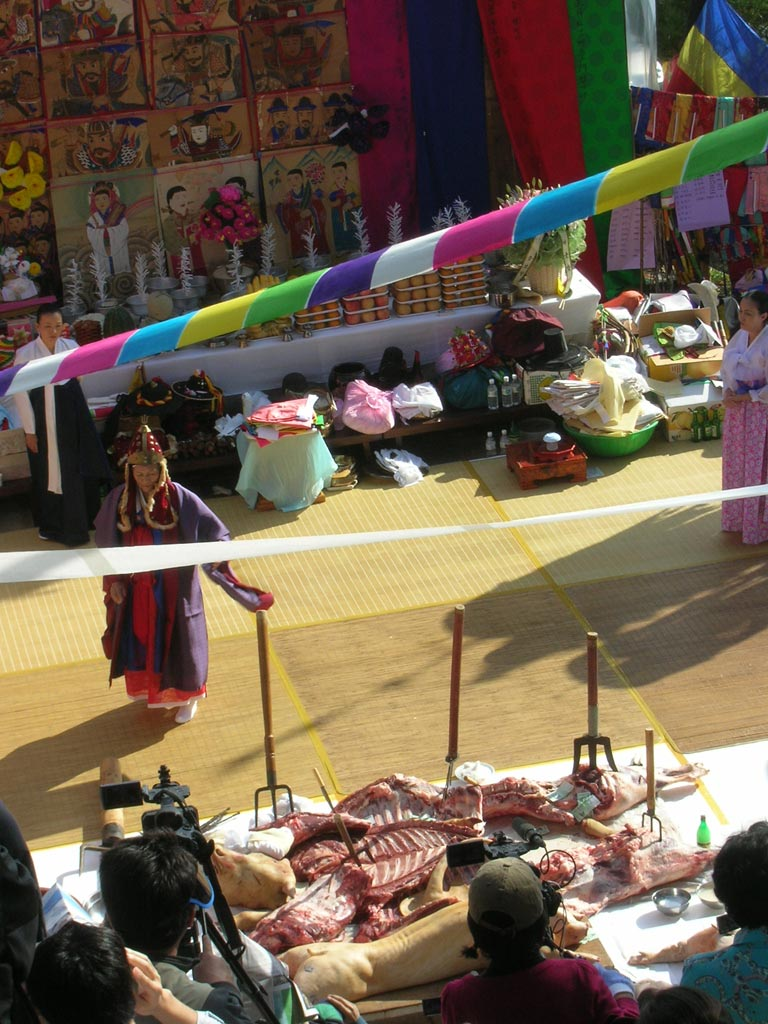
Egy híres sámán rituáléja (2007)

A koreai sámánizmus (hangul: 무교, handzsa: 巫敎, RR: mugyo; „sámán [mu] vallás”) a koreaiak különböző vallási hiedelmeit és gyakorlatait öleli fel. A koreai sámán általában nő, és közvetítőként funkcionál a szellemek vagy az istenek, valamint az emberek között. A sámánokat azok veszik igénybe, akik a szellemi világ segítségét szeretnék kérni. A sámánok rituálékat tartanak annak érdekében, hogy szerencsét hozzanak a klienseiknek, gyógyítsák a betegségeket, kiűzzék a rossz szellemeket, kiengeszteljék a helyi isteneket, vagy vezessék az elhunytak szellemét a magasabb mennyei birodalmakba.
Más kelet-ázsiaiakhoz hasonlóan, a koreaiak hagyományosan inkább eklektikus vallási meggyőződésűek. A vallásosságukat nem egyetlen, kizárólagos hit határozza meg. Bár sok koreai áttért a buddhizmusra, amikor megjelent az országban, azonban a koreai sámánizmus hatása erős maradt még a buddhisták között is. Ez a későbbiekben változott, mivel a keresztény misszionáriusok démonizálták a koreai sámánokat és követőiket, illetve a kereszténység jelentős mértéken elterjedt Dél-Koreában az 1960-as és az 1990-es évek között.
A koreai sámánizmus az emberi problémák megoldását keresi az emberek és a szellemek találkozása révén. Ez tisztán látható különféle rituálék során, amelyeket jelenleg is elterjedten alkalmaznak. A koreai sámánok sok tekintetben hasonlítanak Szibéria, Mongólia és Mandzsúria sámánjaira. A koreai sámánizmus egyik központja a Csedzsu-sziget. Egyes kutatások alapján komoly hasonlóság van a koreai sámánizmus mítoszai és a kereszténység között, ami segítette a kereszténység terjedését Dél-Koreában, valamint még formálta is a koreai keresztény nézeteket.

## Eredet

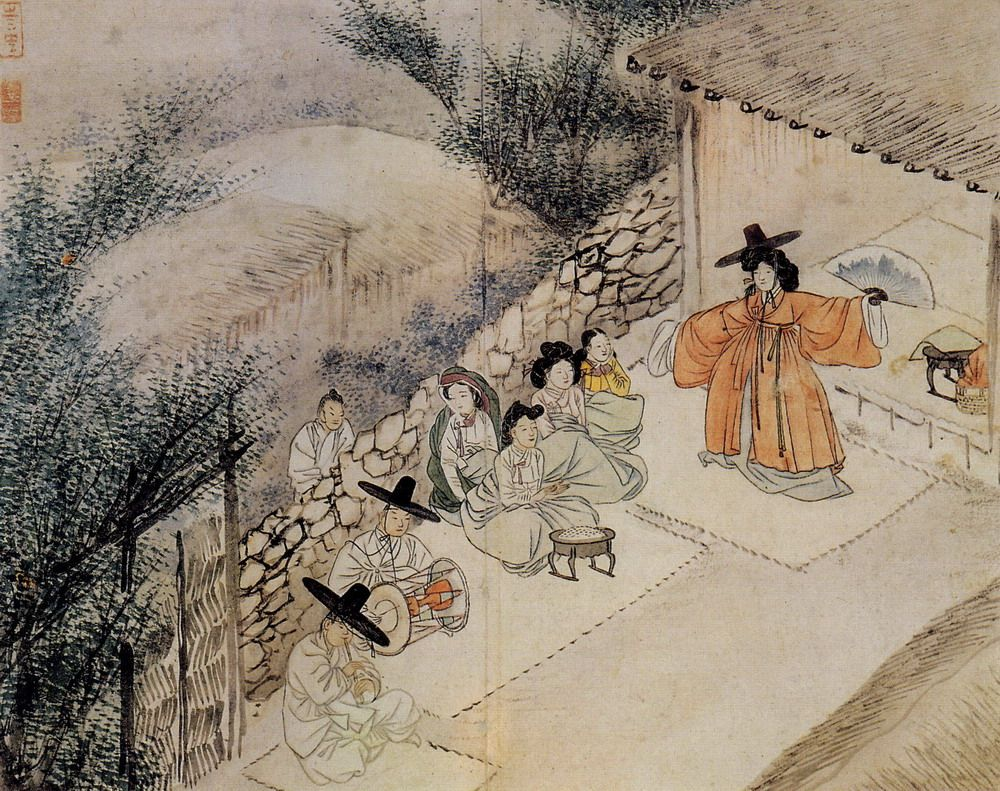
Sámánrituálé. Sin Junbok Munjo sinmu (무녀신무) című festménye, 1805

A hit egy szellemek által benépesített világban valószínűleg a koreai vallási élet legrégebbi formája, amely a történelem előtti időkre megy vissza. A sámánizmus gyökerei az ősi kultúrákig nyúlnak vissza. A sámánt mágusként, gyógyítóként és misztikusként ismerték. A sámánt az különböztette meg más gyógyítóktól vagy papoktól, hogy transzba tudta vinni magát. A transz folyamán a sámán lelke elhagyta a testét, és más világokba utazott, ahol segítő szellemek irányították a munkáját. A sámán több szinten is gyógyított, fizikai, pszichológiai és spirituális szinten. A sámán munkája holisztikus modellen alapult, amely nem csupán a teljes személyt vette figyelembe, hanem az egyén interakcióit is a környezetével, mind a belső, mind a külső világát. Úgy tartják, hogy a lélekben lakozik az emberi lényeg (az életenergia), és minden fizikai betegség a lélek betegségéhez kapcsolódik.
Az isteneknek és a szellemeknek egy kissé szervezetlen panteonja létezik, amely a mennyország különféle részeit uraló főistenektől a hegyi szellemekig terjed. Ez a panteon szintén tartalmazza a fákban, szent barlangokban és kövekben lakó isteneket, a földszellemeket, a háztartások és a falvak védelmező isteneit, valamint az elhunytak szellemeit. Ezekről a szellemekről azt mondják, hogy képesek befolyásolni az élő emberek sorsát.
A rítusok számos változáson mentek keresztül a Silla- és a Korjo-korban. A sámánisztikus rítusok még az erősen konfuciánus Csoszon-kor idején is fennmaradtak. A múltban a rítusok mezőgazdasági rítusokat is tartalmaztak (pl. imákat a bőséges termésért). A modern korban a mezőgazdaság jelentőségének csökkenésével ezek a rítusok eltűnnek, a sámánok inkább a városi emberek spirituális és evilági igényeinek kielégítésére törekszenek.

## Hely a társadalomban
A koreai sámánizmusban nincsenek az üdvözüléssel, vagy a morális és spirituális tökéletesedéssel kapcsolatos elképzelések. A sámán egy szakember, aki konzultál a klienseivel, amikor szükség van erre. A Csoszon-dinasztia óta a sámánok alacsony társadalmi osztályba tartoznak. Ez a diszkrimináció a modern időkben is folytatódott. Észak-Koreában a sámánok utódait is az ellenséges osztály tagjainak bélyegezték.
Az animisztikus hiedelmek erősen kapcsolódnak a mezőgazdasággal, halászattal foglalkozó falvakhoz, elsődlegesen olyan jelenségek, amelyek rurális közösségekben jelennek meg. A sámánok a nagyvárosi emberek betegségeit is kezelik, azonban ezek főként olyanok, akik nem régen vándoroltak be vidékről, és nehéznek találják a személytelen városi élethez való alkalmazkodást.

## Újjászületés
A kormányzat évekig babonának tekintette a sámánizmust, ezért minimalizálni próbálta a jelenlétét a koreaiak életében. A növekvő nemzeti önérzet légkörében azonban a koreai kultúra fontos aspektusaiként kezdték elismerni azokat a táncokat és dalokat, amelyeket a sámánok szertartásai tartalmaznak.
Az 1970-es évektől kezdve azok a rituálék, amelyekből kirekesztették az idegen tekinteteket, újra elkezdtek megjelenni, és időnként még nyugati stílusú hotelek menedzserei is láthatók voltak új hotelek nyitásakor sámánisztikus szertartások résztvevőiként. Ezeknek a szertartásoknak bizonyos aspektusait értékes kulturális örökségnek tekintik, amit meg kell őrizni, és átadni a jövő generációinak. Magának a sámánizmusnak a jövője azonban bizonytalan volt az 1980-as évek végén. Habár többen úgy vélték, hogy a sámánizmus számos eszköze alkalmazható lehet a pszichiátriai ellátásban, mivel a kormányzat bővíteni kívánja a mentális egészséggel kapcsolatos kezelési lehetőségeket.

## A sámánok típusai
A koreai sámánok megnevezése mudang (무당), alapvetően két típusba sorolhatók.  Az első típusba tartozók öröklik a jogot, hogy sámánisztikus rituálékat mutathassanak be. A második típusba tartozókat pedig egy ceremónia révén avatják sámánná. Az első típusúak főként a Koreai-félsziget déli részén éltek. A második típusúak viszont az egész félszigeten megtalálhatóak voltak, és a koreaiak által lakott szomszédos területeken is, azonban főként északon (a mai Észak-Koreában), Kína szomszédos területein, és a félsziget középső részén koncentrálódtak.

## Sámánbetegség
A sámánná válás központi fontosságú jellegzetessége a sámánbetegségben való szenvedés. Ez a betegség étvágytalansággal, álmatlansággal és hallucinációkkal jellemezhető. Egy bizonyos rituálé meggyógyítja ezt a betegséget, és az új sámán beiktatására is szolgál.

### Tünetek
A sámánbetegség tünetei különbözőek a sámán kulturális hátterétől és környezetétől függően. A leggyakoribb esetben a jellegzetes tünetek nyilvánvaló ok nélkül jelentkeznek. A sámán nem tud enni, fizikailag és lelkileg gyengévé válik. A sámánbetegség más formájában ezeket a tüneteket fizikai betegség előzi meg. A sámánbetegséget pszichotikus epizód is okozhatja. A sámánbetegség egyik viszonylag ritka formájában a sámán mentálisan meggyengül egy külső sokk hatására. Egy másik ritka típusban a sámánbetegséget egy álom váltja ki, amelyben a sámán egy istent vagy szellemet lát.
A sámánbetegség tünetei meglepően sokáig tarthatnak, átlagosan 8 évig, azonban akár 30 évig is. A fizikai tünetek előrehaladása mentális betegséget is eredményezhet. A leendő sámán általában nyugtalan, és azt mondják, hogy álmaiban istenekkel vagy szellemekkel kommunikál. Az álmok és a valóság összemosódhatnak, hallucinációk jelentkezhetnek. Egyes esetekben a mentális betegség annyira komollyá válik, hogy a sámán elhagyja otthonát, és vándorolni kezd. Azt mondják, hogy ezekre a tünetekre nem hat a normál gyógyszeres kezelés, csak súlyosbítja ezeket. A tünetek egy speciális rituálé segítségével enyhíthetők, amelynek során a sámán elfogadja az istenét vagy szellemét.

### Vallási aspektusok
A koreai sámánizmus hagyományában a sámánbetegséget egy strukturált vallási tapasztalatnak tartják, ami demonstrálja a vertikális kapcsolatot az istenség és az ember között, illetve megmutatja, hogy az istenség bizonyos formákban az emberi tudatban van. Ez a reveláció egy formája, ami azt okozza, hogy a sámán eggyé válik az istenséggel, és ennek következményeként megváltoztatja a gondolkodását. A sámánbetegség által elválik a valóságtól, és belép a tudatosság magasabb formájába.

## Rituálék
A sámánisztikus rituálék során a sámán áldozatot ajánl fel a szellemeknek. Ének és tánc révén a sámán kéri a szellemeket, hogy avatkozzanak be az érintett emberek sorsába. A sámán nagyon színes ruhákat visel, és transzban beszél. A rituálé során a sámán többször változtatja a ruházatát. A rituáléknak három elemük van. Az elsők a szellemek mint a népi hit tárgyai. A második elemet jelentik a hívők, akik imádkoznak ezekhez a szellemekhez. A harmadik pedig a sámán, aki közvetít az előbbi kettő között. A rituálék formája régiónként különböző. A sámánisztikus rítusok bemutatása nagyban függ a ceremónia céljától. Továbbá a sámán egyéni jellegzetessége és képességei egyedi karaktert adnak a rituálénak.

## Fordítás
- Ez a szócikk részben vagy egészben  a   Korean shamanism című angol Wikipédia-szócikk fordításán alapul.  Az eredeti cikk szerkesztőit annak laptörténete sorolja fel. Ez a jelzés csupán a megfogalmazás eredetét és a szerzői jogokat jelzi, nem szolgál a cikkben szereplő információk forrásmegjelöléseként.